# Charlotte van Pallandtprijs
De Charlotte van Pallandtprijs is een tweejaarlijkse Nederlandse kunstprijs voor de meest veelbelovende jonge beeldhouwer. 
De beeldhouwer moet jonger dan 35 zijn. De prijs, die in 1978 door de in 1997 overleden beeldhouwster Charlotte van Pallandt zelf is ingesteld, wordt sindsdien bij voorkeur iedere twee jaar uitgereikt. De prijs bestaat uit een bedrag van 7.500 euro, waarvan 5.000 euro voor de kunstenaar en 2.500 euro voor het museum dat een tentoonstelling van de winnaar organiseert, en een penning gemaakt door Wilfried Put.

## Winnaars (onvolledig)
- 2019 - Lisa Sebestikova
- 2012 - Vincent Dams
- 2009 - Sandro Setola
- 2005 - Famke van Wijk
- 2003 - Antoine Berghs
- 1998 - André Kruysen
- 1993 - Ruud Kuijer
- 1990 - Michael Jacklin
- 1987 - Adam Colton
- 1985 - Eddy Gheres
- 1980 - Wilfried Put
- 1978 - Eja Siepman van den Berg